# Dominik Schmidt
Dominik Schmidt (Berlino, 1º luglio 1987) è un ex calciatore tedesco, di ruolo difensore.

## Carriera

### Club

#### Werder Brema
Giocatore del settore giovanile del Werder Brema, che lo ha portato da Berlino a Brema nel 2006, ha esordito con la prima squadra in Champions League il 24 novembre 2010 nella partita della fase a gironi contro il Tottenham persa per 3-0. Il 28 novembre ha giocato la sua prima partita in Bundesliga nell'incontro tra Werder Brema e St. Pauli, vinto per 3-0. Il 7 dicembre ha collezionato la sua seconda presenza in Champions League nella partita contro l'Inter; nonostante la vittoria per 3-0 il Werder è stato eliminato.

#### Eintracht Francoforte
Il 12 luglio 2011 ha firmato un contratto valido fino al 30 giugno 2012 con l'Eintracht Francoforte, squadra della seconda serie tedesca. Ha esordito entrando in campo al posto di Sebastian Rode nel secondo tempo del derby vinto per 4-0 contro il FSV Francoforte, alla quinta giornata di campionato.